# Nectopsyche paludicola
Nectopsyche paludicola är en nattsländeart som beskrevs av Harris 1986. Nectopsyche paludicola ingår i släktet Nectopsyche och familjen långhornssländor. Inga underarter finns listade i Catalogue of Life.